# Neuromodulation
Unter Neuromodulation versteht man Verfahren, die die Aktivität des Nervensystems gezielt beeinflussen. Dafür werden elektrische oder chemische Wirkstoffe (sogenannte Neuromodulatoren) genutzt. Auch die Transkranielle Magnetstimulation ist ein Verfahren der Neuromodulation.

## Medizinische Neuromodulation
In der Medizin werden elektrische, magnetische und chemische Verfahren der Neuromodulation eingesetzt, um Gesundheitsstörungen durch gezielte Aktivitätsänderung des zentralen, peripheren oder autonomen Nervensystems zu behandeln. 
Die INS (International Neuromodulation Society) definiert Neuromodulation als ein Gebiet der Wissenschaft, Medizin und Biotechnik, das implantierbare und nicht implantierbare elektrische oder chemische Technologien zur Verbesserung der Lebensqualität und Gesundheit des Menschen umfasst.
Einsatzgebiete dieser Verfahren sind zum Beispiel chronische Schmerzenzustände, psychiatrische Erkrankungen, Epilepsie, Spastik.
Zur Frage der wissenschaftlichen Belege für die Wirksamkeit dieser Verfahren gibt es derzeit noch uneinheitliche Aussagen.

## Technologie
Bei der elektrischen Neuromodulation handelt es sich um die elektrische Stimulation des Gehirns, des Rückenmarks, der peripheren Nerven, der Nervengeflechte, des autonomen Systems und der funktionellen elektrischen Stimulation der Muskeln, während bei der chemischen Neuromodulation chemische Wirkstoffe durch den Einsatz von Implantationstechniken wie epiduralen oder intrathekalen Verabreichungssystemen direkt in das Nervengewebe eingebracht werden.
Bei Neurostimulationsgeräten werden Elektroden an das Gehirn, das Rückenmark oder periphere Nerven angelegt. Diese präzise platzierten Leitungen werden über ein Verlängerungskabel mit einem Impulsgenerator und einer Stromquelle verbunden, die die notwendige elektrische Stimulation erzeugt. Ein Niederspannungsstrom fließt vom Generator zum Nerv und kann entweder Schmerzsignale hemmen oder Nervenimpulse stimulieren, wo sie zuvor fehlten.
Bei pharmakologischen Wirkstoffen, die über implantierte Pumpen verabreicht werden, kann das Medikament in kleineren Dosen verabreicht werden, da es nicht verstoffwechselt werden und den Körper durchlaufen muss, bevor es das Zielgebiet erreicht. 
Bei den implantierbaren Geräten zur Neuromodulation handelt es sich entweder um Nervenstimulatoren oder Mikroinfusionspumpen.
Zur Technologie der Transkraniellen Magnetstimulation siehe hier.

## Therapieverfahren
Als gebräuchlichen Therapieverfahren werden unter anderem genannt:
- Rückenmarkstimulation (Spinal Cord Stimulation SCS)
- Spinalganglienstimulation (Dorsal Root Ganglion Stimulation DRG)[11]

- Periphere Nervenfeldstimulation (Peripheral Nerve Field Stimulation PNfS)[12]
- Okzipitale Nervenstimulation (ONS)
- Schmerzpumpen (sog. Intrathekale Schmerztherapie)[13]
- Motorkortex-Stimulation.[14]